# Hedwige Chrétien
Pour les articles homonymes, voir Chrétien (homonymie).
Hedwige Chrétien est une compositrice française née à Compiègne le 5 juillet 1859 et morte à Neuilly-sur-Seine le 4 avril 1944. 

## Biographie
Hedwige Chrétien intègre le Conservatoire de Paris en 1874 et y réalise un parcours complet jalonné de récompenses : 1re médaille de solfège en 1875, 1re médaille d'étude du clavier en 1876, 2e accessit de piano en 1879 (élève de Louise-Aglaé Massart), 1er prix d'harmonie en 1881 (élève de Guiraud puis Lenepveu), 1er prix d'accompagnement en 1882 (élève de Bazille), 1er prix de contrepoint et fugue en 1887 (élève de Guiraud). À son tour, elle devient professeure de solfège dans l'établissement, de 1890 à 1892, avant de démissionner pour raison de santé et afin de mieux se consacrer à la composition. 
En 1889, elle est nommée officier d'académie dans l'ordre des Palmes académiques, puis est promue officier d'instruction publique en 1905. 
Elle a composé environ 250 pièces, comprenant des morceaux pour le piano, pour l'orchestre, de la musique de chambre, des mélodies, un ballet et deux opéras-comiques en un acte. Outre le dépôt légal de la Bibliothèque nationale de France, une des plus grandes collections de ses œuvres se trouve aux États-Unis dans La Collection spéciale des compositrices (« Women Composers Collection ») à l'université du Michigan.
Elle décède le 4 avril 1944 à la Fondation Galignani où elle avait été admise le 23 mars 1940.

## Vie privée
Petite-fille côté maternelle du violoniste Jules Ternizien (Opéra de Compiègne et professeur), Hedwige Louise Marie Chrétien a deux sœurs cadettes dont l'une décède à l'âge de 24 ans. Leurs parents divorceront et leur mère se remariera avec un conducteur des ponts et chaussées. 
Hedwige Chrétien se marie à l'âge de 28 ans avec un camarade du Conservatoire de Paris, le flûtiste et compositeur italien Paolo Gennaro en 1887. Ils auront deux enfants Marcel (1888-1977) et Cécile Gennaro (1890-1957). Le mariage est tumultueux et le couple se sépare. Paolo Gennaro, à qui la garde des enfants avait été refusée, enlèvera son fils et le cachera dans une pension en Suisse. Au cours de l’année 1901, la famille fait la Une des journaux pour une affaire judiciaire mentionnant une tentative d'assasinat de Paolo Gennaro envers son beau père qu'il pensait responsable de ses malheurs. Paolo Gennaro décèdera en Suisse en 1908 des suites d'une maladie. Les deux enfants deviendront musiciens à leurs tours, Cécile violoncelliste et Marcel compositeur, chef d'orchestre et organiste. Il est mentionné dans des archives de presse des concerts auxquels ils participeront ensemble, jouant notamment la musique de leur mère. Cécile et Marcel décèderont à Monaco.

## Notice biographique par Henri Delépine
Petite-fille du célèbre violoniste J. Ternizien, fille d'un ingénieur distingué, Madame Chrétien naquit à Compiègne et montra dès l'enfance, de telles dispositions musicales, que ses parents lui permirent d'aller faire ses études au Conservatoire de Paris. Elle y fut une élève particulièrement brillante, surtout dans les cours d'Harmonie, de Fugue et de Contrepoint, où elle eut comme professeur Guiraud et Lenepveu. Pour l'orgue, elle fut l'élève du maître César Franck qui l'appréciait beaucoup pour ses qualités d'improvisation.
En 1887, elle remportait le premier prix de fugue, à l'unanimité, et Théodore Dubois écrivait d'elle : « Hedwige Chrétien est un musicienne parfaite et l'une des plus brillantes lauréates du Conservatoire ». À peine âgée de 22 ans, elle obtint le premier prix de la Société des Compositeurs pour son poème lyrique intitulé L'Année. C'est la première fois que ce prix fut attribué à une femme.
Sortie du Conservatoire, les mains pleines de lauriers, Madame Chrétien y rentra bientôt comme professeur de solfège, ce qui lui procura l'occasion d'écrire le meilleur Solfège à changements de clefs qui ait paru. Cet ouvrage est encore aujourd'hui en usage au Conservatoire.
Après deux ans d'enseignement, Madame Chrétien donna sa démission pour raison de santé et pour se consacrer à la composition. Peu de carrières ont été aussi fécondes que la sienne. Compositrice originale et inspirée, Madame Chrétien a produit une foule d'œuvres de tous genres: œuvres pour piano, pour chant, pour orchestre, pour instruments divers. Plus de 250 de ses compositions ont été publiées et beaucoup d'autres sont encore à paraître. Bien souvent on peut voir figurer l'une ou l'autre de ses œuvres au programme des grands concerts, où toujours elles obtiennent un très légitime succès.
En janvier 1924, le Conseil de la Société des Compositeurs de Musique nommait sociétaires définitifs plusieurs correspondants illustres, en reconnaissance, disait le rapport, « de ce qu'ils avaient voués leur vie au service de l'art pur ». Dans cette promotion, à côté de maîtres tels que Eug. Gigout et Paderewski, figure Madame Hedwige Chrétien. C'est dire la haute estime professée par son beau talent de compositrice.

## Style
Madame Chrétien n'est pas « nouvelle école ». Sagement moderne dans ses idées et dans ses harmonies, elle reste disciple fidèle des grands maîtres classiques[réf. nécessaire]. Distinction de style, clarté d'écriture, pureté et richesse d'harmonie, charme mélodique joint à une expression religieuse très noble, tels sont les titres qui méritent à ses pièces une place d'honneur parmi les œuvres de ce genre publiées au cours de ces vingt dernières années.

## Œuvres

### Musique symphonique
- Ballet oriental, ballet
- Belle époque, pour orchestre de chambre
- Pastels, pour orchestre
- L'Année, poème lyrique (1886), cantate primée au concours de la Société des compositeurs de musique en 1887[16]
- La Vie de Bohême, quadrille pour orchestre
- L'Escarpolette, valse pour orchestre
- Le Menuet de l'Impératrice, opéra-comique en 1 acte, livret d'Alix Aylicson
- La Cinquantaine, opéra-comique en 1 acte, livret d'Aylicson

### Musique de chambre
- Arabesque pour quintette à vent avec accompagnement de piano (ad libitum)
- Berceuse pour flûte ou violon avec accompagnement de piano
- Contemplation pour violon et piano
- Deux pièces :
  - Sur le lac, pour violon ou violoncelle ou saxophone avec accompagnement de harpe ou piano
  - In memoriam, pour saxophone alto et orgue ou piano, ou violoncelle et orgue ou piano
- Esquisse matinale, pour violoncelle ou violon avec accompagnement de piano
- Esquisse romantique pour violoncelle, cor et piano
- Grand Solo - Andante et Allegro, pour trombone avec accompagnement de piano, morceau de concours du Conservatoire de Paris en 1886[17]
- Idéal, esquisse pour violon avec accompagnement de piano
- Idylle pour flûte avec accompagnement de piano
- Intermezzo pour harpe
- Lied "Soir d'Automne", pour violoncelle (ou violon) et piano
- Mazurk' caprice, pour violon et piano
- Méditation pour violon et piano
- Quintette pour instruments à vent (Andante et Allegro con moto)
- Romance en mi pour violon avec accompagnement de piano
- Romance en si bémol majeur pour violoncelle avec accompagnement de piano
- Romance en sol pour flûte avec accompagnement de piano
- Ronde de nuit pour violoncelle avec accompagnement de piano
- Sérénade pour violon avec accompagnement de piano
- Sérénade pathétique pour flûte avec accompagnement de piano
- Sérénade sous bois, duo pour flûte et hautbois avec accompagnement de piano
- Scène rustique pour hautbois et piano
- Trio en ut mineur pour violon, violoncelle et piano
- Trois pièces pour violoncelle et piano :
  - Sérénité
  - Chant du soir
  - Chant mystique
- Valse en la pour flûte avec accompagnement de piano
- Vers l'Infini, pour violon avec accompagnement de piano
- Vision, pour flûte avec accompagnement de piano

### Musique pour orgue
- Harmonies religieuses (1928) (orgue ou harmonium)
  - Invocation (Prélude) en Fa
  - Andantino (Interlude) en Sol
  - Prélude en Sol
  - Entrée en Mi♭
  - Prière en Fa
  - Offertoire en Sol
  - Entrée en Ut
  - Andante (Élévation) en La
  - Allegretto (Communion) en Fa
  - Andantino (Offertoire) en Sol
  - Postlude en Sol
  - Communion en Sol
  - Andantino (Communion) en Ré
  - Élévation en Mi♭
  - Allegretto (Interlude) en Mi♭
  - Offertoire en Ré
  - Verset en Mi♭
  - Interlude (en Fa
  - Communion en La♭
  - Verset en Fa
  - Prière en Mi♭
  - Communion en Si♭
  - Élévation en La
  - Méditation en Ré
  - Interlude en Fa
  - Communion en Sol
  - Prière à la Vierge en Fa
  - Procession en Fa
  - Andante religioso en Mi
  - Communion en Mi
  - Recueillement en Fa
  - Supplication en Ut
  - Cantabile (Élévation) en La♭
  - Prière du matin en Fa
  - Prière du soir en Ut
  - Andantino en Fa
  - Sortie en Ré
  - Élévation en Ut
  - Méditation en Ré
  - Sortie brève en Ré
- In Memoriam, recueil de pièces funèbres pour orgue ou harmonium à l'usage du service divin
- Parfums d'encens, pièces pour orgue ou harmonium dans l'esprit grégorien à l'usage de l'office divin
- Premier Album du jeune organiste
- Cinq pièces brèves

### Musique pour piano
- À petits pas, gavotte
- Ariel, caprice fantastique
- Asphodèles, valse
- Aubade
- Au village, scènes enfantines (6)
- Balancelle, petite valse pour piano à 4 mains
- Berceuse
- Carillon, pour piano à 4 mains
- Chansons du rouet
- Chanson matinale
- Consolation
- Conte d'antan, gavotte no 2
- Danse rustique
- Derbouka (Tambourin), échos de la rue du Caire, exposition de 1889
- Divertissement
- Échos des bois, idylle
- En cheminant, ritournelle
- En promenade, pour piano à 4 mains
- Farandole
- Fleur de Lande, ronde bretonne
- Fleurs poétiques, suite de pièces
- Gai refrain
- Habanera
- Historiette
- Hongroise
- Images sonores, 5 morceaux :
  - Yasmina danse
  - Ariette ailée
  - l'Oiseau-fée
  - Yole fleurie
  - Ronde des scouts
- Impromptu
- L'Escarpolette, valse
- L'Espiègle, caprice
- L'Hirondelle, étude-caprice
- La Chanson du meunier, pour piano à 4 mains
- La Source
- Le furet
- Le petit chasseur, pièce très facile
- Les Lutins, tarentelle
- Les Ondines, 6 valses à 4 mains
- Les Papillons, valse de salon
- Loelia, 2e valse lente
- Lucioles
- Madrigal
- Mazurk' no 1
- Minuetto
- Minuetto no 2
- Mouettes et Sirènes
- Naïades
- Nocturne
- Papillon, valse de salon
- Pastels, pour piano à 4 mains
- Pastorale
- Pazzarello, interlude
- Pensée fugitive, mélodie pour piano seul
- 6 Petits préludes récréatifs
- Polichinelles roses
- Qui vive ?, morceau de genre
- Rataboul (1905) (polka pour piano)
- 2 Romances sans paroles
- Scherzettino
- Scherzo, op. 61
- Scherzo-valse
- Sérénade japonaise
- Six études romantiques
- 3 Sonatines
  - no 1 : Pastorale
  - no 2 : Dès l'Aurore
  - no 3 : Joyeuse Nouvelle
- Soir mauve, nocturne
- Source transparente
- Speranza, valse lente
- Styrienne
- Sur la grève, rêverie
- Sur les flots, grande étude de concert
- Tarentelle
- Tarentelle, pour piano à 4 mains
- Trilby
- Valse berceuse
- Valse-caprice
- Valse des libellules
- Valse humoristique, op. 63
- Valse-mazurk
- Violetta, valse lente
- Zanetto, sérénade

### Mélodies
Toutes les compositions sont pour voix et piano sauf indication contraire :
- Acte de charité, poésie de Ludovic Fortolis
- Adieu, petite sœur hindoue, poésie de André Bardet
- Aubade, poésie de Pierre Ladoué
- Aube aux champs, poésie de Léo Marcel
- Baisers errants, poésie de Ludovic Fortolis
- Ballade, De s'amye bien belle, poésie de Clément Marot
- Bébés et grands'mamans, poésie de Charles Giugno
- Belle étoile d'or, habanera, poésie de Raymond Philippon
- Berceuse, poésie de Noël Bazan
- Bien aimés, poésie de Charles Gingno
- Bouquets flétris (Amours fanées), poésie de Pierre Ladoué
- Canzonetta, poésie de Pierre Ladoué
- Caprice de troubadour, poésie de Gaston Petit
- Chanson des pêcheurs de lune, barcarolle à deux voix, poésie de Ludovic Fortolis
- Chanson pour la bien aimée, poésie de Charles Fuster
- Chansons aimées, poésie de Charles Giugno
- Chant d'amour, poésie de Lamartine
- Chemin de croix, poésie de Loriot Lecaudey
- Dernier rêve, poésie de Ludovic Fortolis d'après "Manon" de A. Matignon
- Duetto, barcarolle, poésie d'Édouard Guinand
- En Rêve, paroles et musique d'Hedwige Chrétien
- Fanatisme, pour chant, violoncelle et piano, poésie de R. Damorès
- Feux follets, poésie de Ludovic Fortolis
- Hymne au soldat inconnu, à 2 voix, poésie de Raymond Philippon
- Idylle rose, poésie de Ludovic Fortolis
- L'Amoureuse des vagues, poème de Ludovic Fortolis
- L'Angélus, paysage (d'après Millet), poésie de Fernand Langlé
- L'Enclume, poésie de Léon Dierx
- L'Enfant, paroles de Marthe Stiévenard
- L'Été, duo, poésie d'Édouard Guinand
- L'Étoile, poésie d'Édouard Guinand
- L'Opinion de Toto, poésie de Noël Bazan
- La chanson bénie, poésie de Léon Dierx
- La Jeanneton, poésie de Jules Lafforgue
- La Prière, pour chant, violon et piano, paroles de Lamartine
- La Vieille fontaine, poésie de Pierre Alin
- Là-bas, chanson bohémienne, poésie de Léo Marcel
- Le Calme, poésie d'Auguste Dorchain, pour voix, piano et violon obligé
- Le cœur de Mira, extrait des Chansons moraves, poésie de Ludovic Fortolis
- Le Cor, poésie d'Alfred de Vigny
- Le Moulin, mélodie imitative, poésie d'Édouard Guinand
- Le Printemps c'est toi, poésie de Félix Frank
- Le Rouet sur le clavecin, poésie de Raymond Philippon
- Les Ailes du rêve, poésie de Charles Fuster
- Les Fraises, poésie de Léo Marcel
- Les Matelots, poésie de Théophile Gautier
- Les rêves, poésie de Alexandre Dréville
- Lumière de l'âme, poésie de Madame Bertha Galeron de Calonne
- Mademoiselle bébé, à grand-papa, poésie de J. Morin
- Mais si je reste sans rien dire, poésie de Jean Garat
- Mirage, habanera, poésie d'Édouard Guinand
- Mon Ruisseau, poésie de Jules Lafforgue
- Noël naïf, paroles de Noël Bazan
- Nuit, duo avec accompagnement de piano et violon, poésie de Robert Elgé
- Pardonnez aux enfants
- Pensée fugitive, pour chant et piano avec accompagnement de flûte ou de violon (ad libitum)
- Petits poèmes du bord de l'eau, cycle de 6 mélodies, poèmes de Ludovic Fortolis
- Piété, poésie de Jules Lafforgue
- Point d'orgue du menuet (daprès un Watteau), poésie de Léo Marcel
- Pour ceux qui aiment, poésie d'Aymé Magnien, pour voix, piano et violon obligé
- Pour nos soldats, prière, poésie et musique d'Hedwige Chrétien
- Prismes lunaires, poésie de Ludovic Fortolis
- Quand reviendras-tu, poésie de Jean Franc
- Quand tu pleureras, poésie de Léo Marcel
- Que je t'oublie, poésie de Léo Marcel
- Reliques, poésie de Jules Lafforgue
- Rêveries d'aïeules, poésie de Pierre Ladoué
- Reviens, poésie d'Ange Lava
- Rossignol et rossignolette, poésie d'André Bardet
- Silhouettes fantasques, poésie de Marguerite Bracks
- Soir sur la montagne, poésie d'Édouard Guinand
- Sous un Vitrail d'église, prose de Raymond Philippon
- Sur la route d'Alcala, extrait des Chansons moraves, poésie de Ludovic Fortolis
- Voici l'Amour, poésie de Gaston Petit
- Votre sourire, poésie d'Éva Jouan

### Chœurs
- Chœurs à deux, trois ou quatre voix de femmes, avec accompagnement de piano
- La Madone des champs, chœur à 3 voix, poésie de Marceline Desbordes-Valmore
- Sur la Falaise, chœur à 2 voix, poésie de Paul Bourget

### Solfège
- 25 Leçons de solfège à changements de clés sur toutes les clés, sans accompagnement
- 25 Leçons de solfège à changements de clés sur toutes les clés, avec accompagnement de piano

## Discographie
- Quintette à vent, dans « Casino Belle Époque », Le Concert Impromptu, Verany-Arion/Abeille musique PV 796044 (1996)

## Media

### Que je t'oublie
Comment veux-tu que je t'oublie

Quand sur ta lèvre si jolie

Je pris l'autre jour un baiser ?

J'ai de la joie à m'en griser,

Comment veux-tu que je t'oublie ?

Comment veux-tu que je t'oublie

Quand à genoux je te supplie,

Bavard, inquiet, amoureux ?

Après un baiser j'en veux deux !

Comment veux-tu que je t'oublie ?

Comment veux-tu que je t'oublie

Quand tout ce bonheur qui nous lie,

Remplit ma vie en un moment ?

Les heures qu'on passe en aimant,

Comment veux-tu qu'on les oublie ?
Léo Marcel

## Distinction
- Officier de l'ordre des Palmes académiques (Officier d'instruction publique), 1905